# La Ferreria (Santa Eulàlia de Ronçana)
La Ferreria és una masia de Santa Eulàlia de Ronçana (Vallès Oriental) inclosa a l'Inventari del Patrimoni Arquitectònic de Catalunya.

## Descripció
La masia és de planta rectangular, orientada a migdia i coberta a dues vessants. Els darrers anys ha estat molt reformada, però conserva la seva estructura originària. Té la façana simètrica, amb un gran portal dovellat. A la clau de l'arc hi ha un escut amb la data de 1553. Consta de planta baixa, un pis i golfes a la crugia central. Al primer pis hi ha tres finestres carreuades. Al costat del portal es va obrir una altra porta. A la banda esquerra hi ha un garatge de nova construcció adossat a l'edifici principal.

## Història
Hi ha documentats diversos establiments fets al llarg del segle xv al XVII (1520, 1552, 1620) on s'esmenta a la família Burguès com a propietaris del mas Ferrer, i encara avui ho són amb el cognom Margenat (descendents directes de Can Burguès). El primer establiment és del 17 de maig de 1479: Bernat Joan Farrer de Caldes fa un establiment a favor de Pau Burguès, del Mas Farrer, antigament Ferrer (derruït i deshabitat) amb totes les terres. La construcció de la casa, però, deu ser de l'època que ens indica la data de la porta: 1553. Fa pocs anys se li va fer una important reforma.